# Marie-Louise Gay
Pour les articles homonymes, voir Gay (patronyme).
Marie-Louise Gay (née à Québec, 1952) est une écrivaine et une illustratrice québécoise.
Elle a écrit et illustré de nombreux livres pour enfants.
En octobre 2023, une bibliothèque publique de l'Alabama a ajouté par erreur le livre pour enfant Raconte-moi une histoire Stella sur une liste de titres potentiellement inappropriés parce que le nom de famille de l'autrice est Gay.

## Honneurs
- 1984 - Prix de littérature de jeunesse du Conseil des Arts du Canada, Lizzy's Lion
- 1984 - Prix de littérature de jeunesse du Conseil des Arts du Canada, Drôle d'école
- 1984 - Prix Alvine-Bélisle
- 1987 - Prix du Gouverneur général, Rainy Day Magic
- 1987 - Prix Amelia Frances Howard-Gibbon
- 1988 - Prix Amelia Frances Howard-Gibbon
- 1988 - Finaliste au Prix du Gouverneur général, Angel and the Polar Bear
- 1995 - Finaliste au Prix du Gouverneur général, Berthold et Lucrèce
- 1997 - Finaliste au Prix du Gouverneur général, Rumpelstiltskin
- 2000 - Prix du livre M. Christie, Stella étoile de la mer
- 2000 - Finaliste au Prix du Gouverneur général, Sur mon île
- 2002 - Finaliste au Prix du Gouverneur général, Stella, Fairy of the Forest
- 2004 - Finaliste au Prix du Gouverneur général, Stella, Princess of the Sky
- 2016 : Prix jeunesse des libraires du Québec[3] pour Un million de questions !